# الیکایی پس‌سرحنایی
الیکایی پس‌سرحنایی (نام علمی: Campylorhynchus rufinucha) نام یک گونه از سرده خمیده‌منقارها است.